# Отіско (Нью-Йорк)
Отіско (англ. Otisco) — місто (англ. town) в США, в окрузі Онондага штату Нью-Йорк. Населення — 2368 осіб (2020).

## Демографія
Згідно з переписом 2010 року, у місті мешкала 2541 особа в 963 домогосподарствах у складі 713 родин. Було 1229 помешкань
Расовий склад населення:
| - 95,9 % — білих - 1,3 % — чорних або афроамериканців - 0,9 % — корінних американців - 0,9 % — азіатів |

До двох чи більше рас належало 0,7 %. Частка іспаномовних становила 1,3 % від усіх жителів.
За віковим діапазоном населення розподілялося таким чином: 24,7 % — особи молодші 18 років, 64,3 % — особи у віці 18—64 років, 11,0 % — особи у віці 65 років та старші. Медіана віку мешканця становила 42,2 року. На 100 осіб жіночої статі у місті припадало 105,7 чоловіків;  на 100 жінок у віці від 18 років та старших — 104,2 чоловіків також старших 18 років.
Середній дохід на одне домашнє господарство  становив 82 229 доларів США (медіана — 71 632), а середній дохід на одну сім'ю — 91 444 долари (медіана — 80 304). Медіана доходів становила 55 521 долар для чоловіків та 41 042 долари для жінок. За межею бідності перебувало 12,4 % осіб, у тому числі 22,5 % дітей у віці до 18 років та 4,3 % осіб у віці 65 років та старших.
Цивільне працевлаштоване населення становило 1360 осіб. Основні галузі зайнятості: освіта, охорона здоров'я та соціальна допомога — 23,2 %, будівництво — 13,2 %, роздрібна торгівля — 10,4 %, виробництво — 9,0 %.